# Сливников Анатолій Михайлович
Сливников Анатолій Михайлович (14 лютого 1950, с. Ніканово, Чагодощенський район, Вологодська область, РРФСР — 29 червня 2005, Санкт-Петербург, Росія) — радянський, російський актор театру і кіно.

## Біографія
Народився 1950 р. у с. Ніканово Вологодської обл. (Росія). Закінчив Ленінградський державний інститут культури імені Н. К. Крупської (1978).
Був актором Кокчетавського обласного російського драматичного театру.
У 1984—1992 рр. працював в Ленінградському державному Молодіжному Театрі на Фонтанці.
У 2000 році на сцені Театру «Комедіанти» зіграв головну роль в антріпрізної виставі за п'єсою Душана Ковачевича «Профі» (реж. Юго Петрович (Югославія).
У кіно з 1982 року. Майстер епізоду. Знімався в картинах провідних режисерів: О. Германа, Е. Клімова, І. Масленникова, Г. Панфілова,С. Соловйова, В. Бортка, Ю. Мамина.
Знявся в українських фільмах: «Морський вовк» (1990, т/ф, Одеська кіностудія; Йогансен), «Пустеля» (1991, т/ф, Одеська кіностудія; апостол Петро).
Був членом Спілки театральних діячів РФ, членом конфедерації Союзів кінематографістів та Гільдії акторів кіно Санкт-Петербурга.
Помер 29 червня 2005 року після хвороби. Похований в селищі Кисельня (Волховський район, Ленінградська область).

## Фільмографія
- «Острів скарбів» (1982, Джоб Ендерсон)
- «Небувальщина» (1983, пристав)
- «Пригоди Шерлока Холмса і доктора Ватсона: Скарби Агри» (1983, Мак-Мурдо)
- «Анна Павлова» (1983)
- «Мій друг Іван Лапшин» (1984, Бичков)
- «Без сім'ї» (1984)
- «І ось прийшов Бумбо...» (1984, борець в цирку)
- «Жив-був лікар...» (1984)
- «Блондинка за рогом» (1984, Гена «Крокодил», брат Надії, механік в автосервісі)
- «Йди та дивись» (1985, партизан, переодягнений в німецького солдата)
- «Протистояння» (1985, телесеріал)
- «Як стати зіркою» (1986, водій трамвая)
- «Чужа біла і рябий» (1986)
- «Голос» (1986)
- «Лівша» (1986, городовий)
- «Асса» (1987, «Амбал»)
- «Казка про закоханого маляра» (1987, Балдак)
- «Собаче серце» (1988, пожежник)
- «Життя Клима Самгіна» (1988, телесеріал)
- «НП районного масштабу» (1988, водій Шумиліна)
- «Нечиста сила» (1989, Корито)
- «Фанат» (1989, Одеська кіностудія)
- «Важко бути богом» (1989, СРСР—ФРН—Франція—Швейцарія)
- «Морський вовк» (1990, т/ф, Йогансен)
- «Духів день» (1991, Коля)
- «Пустеля» (1991, т/ф, апостол Петро)
- «Короткий подих кохання» (1992)
- «Комедія суворого режиму» (1992, прапорщик Смолярчук)
- «Вікно в Париж» (1993, Росія—Франція)
- «Експрес до Пекіна» / Bullet To Beijing (1995, Велика Британія—Канада—Росія)
- «Північ у Санкт-Петербурзі» / Midnight in Saint Petersburg (1995, Велика Британія—Канада—Росія)
- «Спадкоємець» / The Successor (1996, США)
- «Распутін» / Rasputin (1996, Угорщина—США)
- «Історія про Ричарда, Мілорда і прекрасну Жар-птицю» (2000)
- «Вулиці розбитих ліхтарів» (1999, т/с)
- «Убивча сила» (2000, т/с)
- «Спогади про Шерлока Холмса» (2000)
- «Романови. Вінценосна сім'я» (2000, Родзянко)
- «Шукшинські розповіді» (2002)
- «Російські страшилки» (2003) та ін.